# Белгрейв, Эллиот
Сэр Эллиот Фицрой Белгрейв (англ. Sir Elliott Fitzroy Belgrave; род. 16 марта 1931, Сент-Питер) — барбадосский юрист, генерал-губернатор Барбадоса с 1 июня 2012 года по 30 июня 2017 года. Ранее он занимал должность исполняющего обязанности генерал-губернатора с 1 ноября 2011 года по 1 июня 2012 года после отставки Клиффорда Хасбендса. 22 мая 2012 года предложение премьер-министра Фрейнделя Стюарта об утверждении Белгрейва на этом посту было одобрено королевой Елизаветой II, и 1 июня того же года Белгрейв официально вступил в должность (при этом с 30 мая по 1 июня после сложения им судейских полномочий обязанности генерал-губернатора исполняла другой член Верховного суда Сандра Мейсон).

## Биография
Родился 16 марта 1931 года в Сент-Питере.
Окончил Университетский колледж Лондона (бакалавр права, 1962) и Кембриджский университет (магистр криминологии, 1979) Дарвин-колледжа в Кембридже. Белгрейв работал директором государственной прокуратуры Барбадоса и судьей Верховного суда и Апелляционного суда Барбадоса. Являясь королевским советником, был награждён орденом Барбадоса за его вклад в правовую систему страны.
8 июня 2012 года назначен кавалером Ордена Святых Михаила и Георгия.
В декабре 2016 года сообщалось, что Белгрейв приближается к личной отставке с поста генерал-губернатора.
22 мая 2012 года премьер-министр Барбадоса Фрейндель Стюарт объявил, что Белгрейв будет назначен генерал-губернатором Барбадоса королевы Елизаветы II. В процессе подготовки, судья Сандра Мейсон был назначен исполняющим обязанности генерал-губернатора 30 мая 2012 года  ожидании подготовки Белгрейва к его собственной церемонии принесения присяги 1 июня.
Женат на Лоретте Белгрейв, имеет дочь по имени Сьюзан Мэтисон.
Является масоном и бывшим окружным великим магистром Великой ложи округа Барбадоса.